# Jilm horský v Pelhřimově
Jilm horský v Pelhřimově (Ulmus glabra, synonyma Ulmus scabra, Ulmus nuda, Ulmus excelsa, Ulmus corylacea) je památný strom, který roste v Pelhřimově v okrese Pelhřimov u severního okraje křižovatky ulic Fibichova x Řemenovská (a Na Výsluní), asi 400 metrů východně až východoseverovýchodně od historického centra Pelhřimova (od Masarykova náměstí), číslo parcely 3513/1.

## Základní údaje
- název: Jilm horský v Pelhřimově (též jilm drsný)
- výška: 21 metrů[1]
- obvod: 333 centimetrů[1]
- věk: neuveden
- nadmořská výška: asi 488 metrů
- umístění: kraj Vysočina, okres Pelhřimov, obec Pelhřimov, část obce Pelhřimov, lokalita Na Výsluní

## Poloha, popis a stav stromu
Jilm roste poměrně nedaleko od centra (asi 400 metrů) a asi jen 100 metrů od rušné křižovatky se semafory ulic Humpolecká, Slovanského bratrství, Průběžná a Václava Petrů a v bezprostřední blízkosti křižovatky ulic Fibichova, Řemenovská (a Na Výsluní), v oblasti poměrně husté bytové a jiné zástavby.
Strom je ve velmi dobrém stavu, má pěknou korunu, která je o něco bohatší na jižné straně, v tomto směru je také mírně skloněná. Jde o poměrně vzácný případ výskytu tohoto druhu stromu v městské zástavbě (jilm horský preferuje vyšší vzdušnou vlhkost a roste zejména v roklinových a sutinových lesích). Kromě toho mezi památnými stromy se vyskytuje poměrně málo jilmů, protože většina starých jilmů v Čechách odumřela v 70. letech dvacátého století po napadení houbovým onemocněním, grafiózou jilmů (nazývanou též holandská nemoc podle prvního výskytu v Evropě).

## Další památné stromy v Pelhřimově
V nepříliš vzdáleném okolí se nachází několik dalších památných stromů.
- Javor mléč v Pelhřimově: nachází se asi 600 metrů severozápadním směrem od jilmu, na jihozápadním okraji Městských sadů.[2]

- Dvě lípy srdčité v Pelhřimově: nachází se rovněž na okraji Městských sadů, přibližně 100 metrů severně od javoru mléč v téže lokalitě a asi 700 metrů severozápadním až severozápadoseverním směrem od jilmu.
- Lípa u křížku se nachází u křižovatky ulic plk. Švece a F. Bílka, na západním okraji Pelhřimova, asi 900 metrů západně od centra (Masarykovo náměstí) a přibližně 1,3 kilometru od jilmu.
- Javorová alej: pěkná alej celkem 41 javorů vede podél ulice Javorová, na jihozápadním okraji Pelhřimova, asi 1,4 kilometru od historického centra a asi 1,8 kilometru od jilmu.

## Fotogalerie

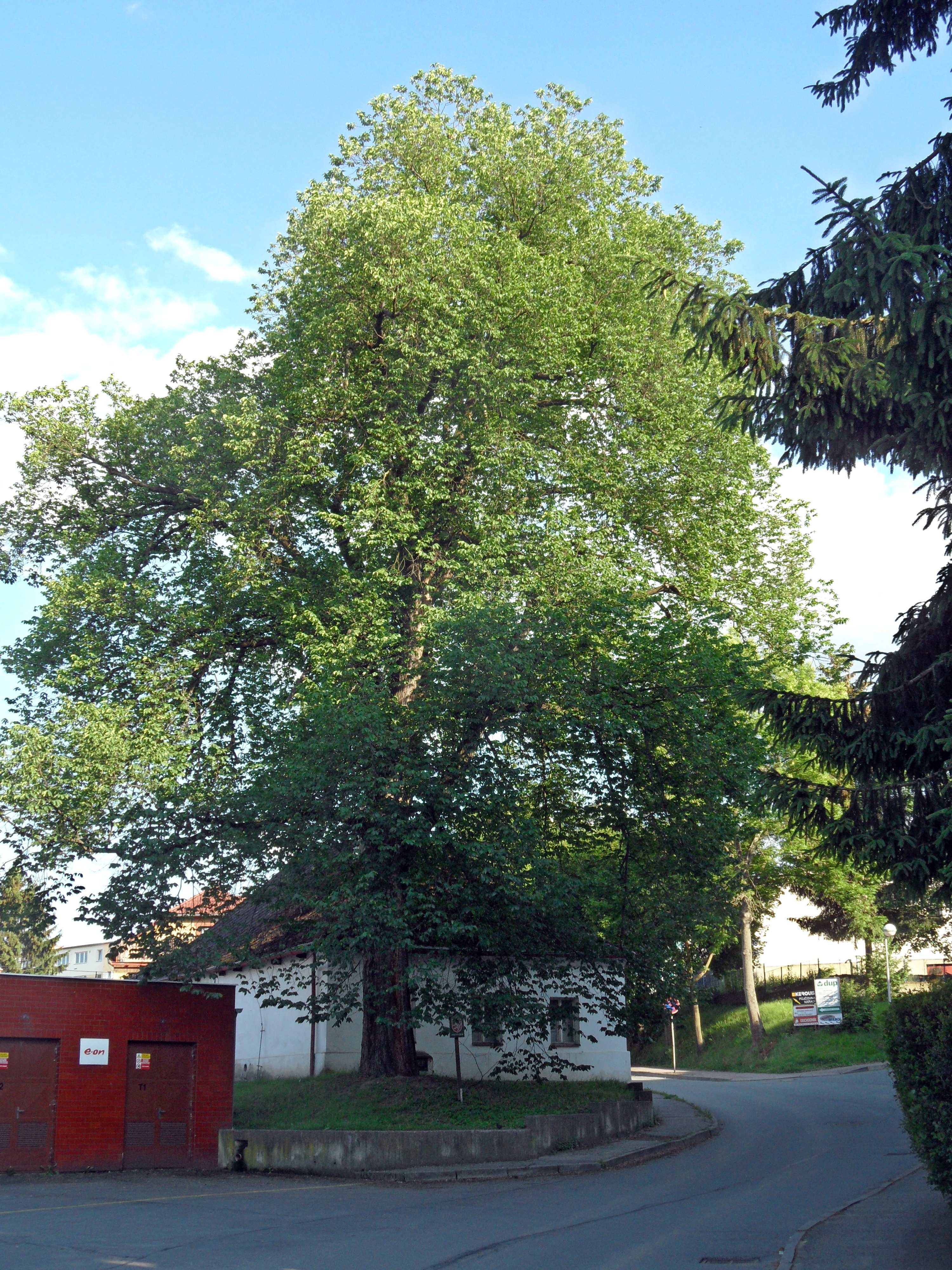
Jilm od severozápadu
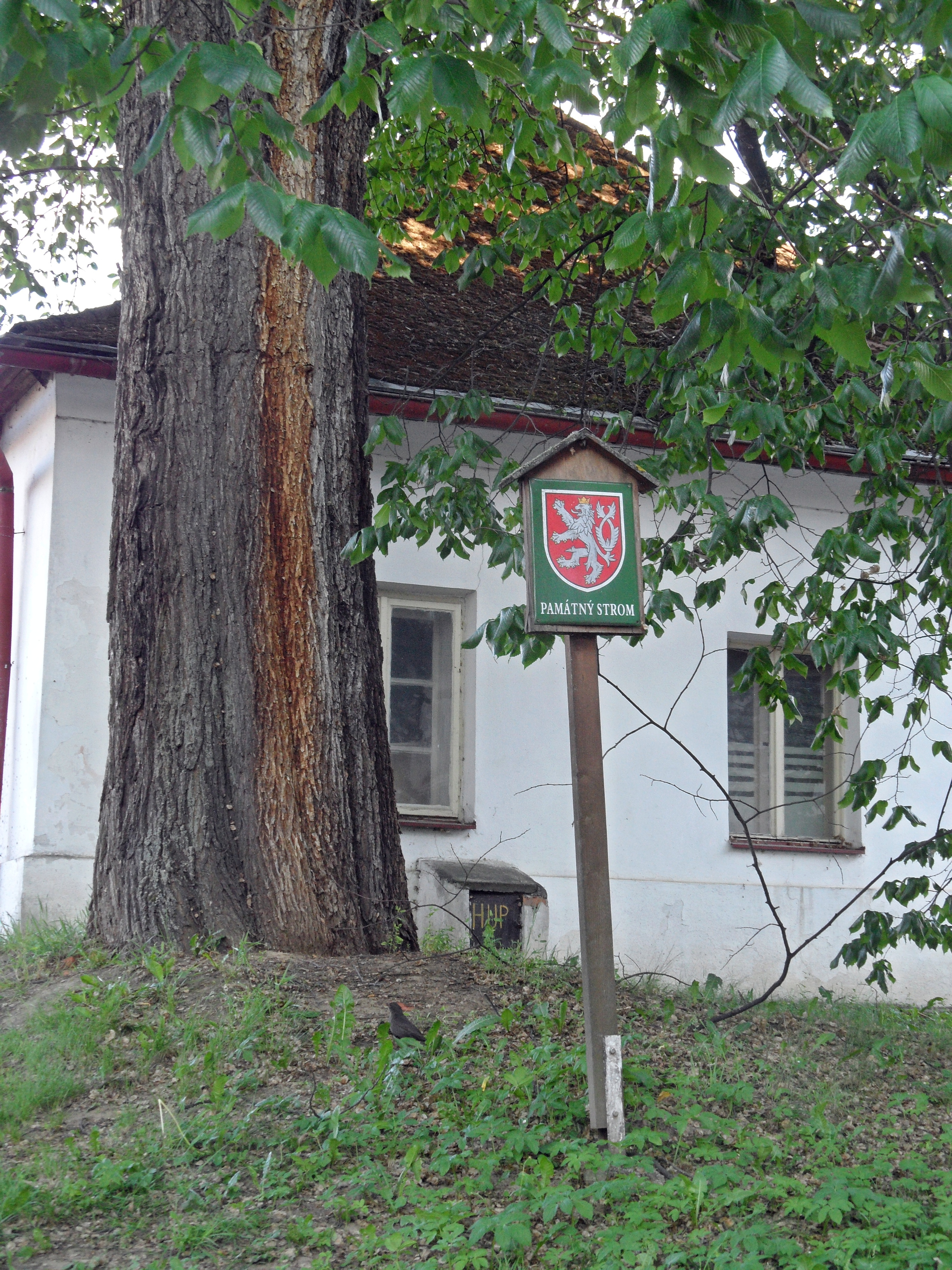
Označení památného stromu
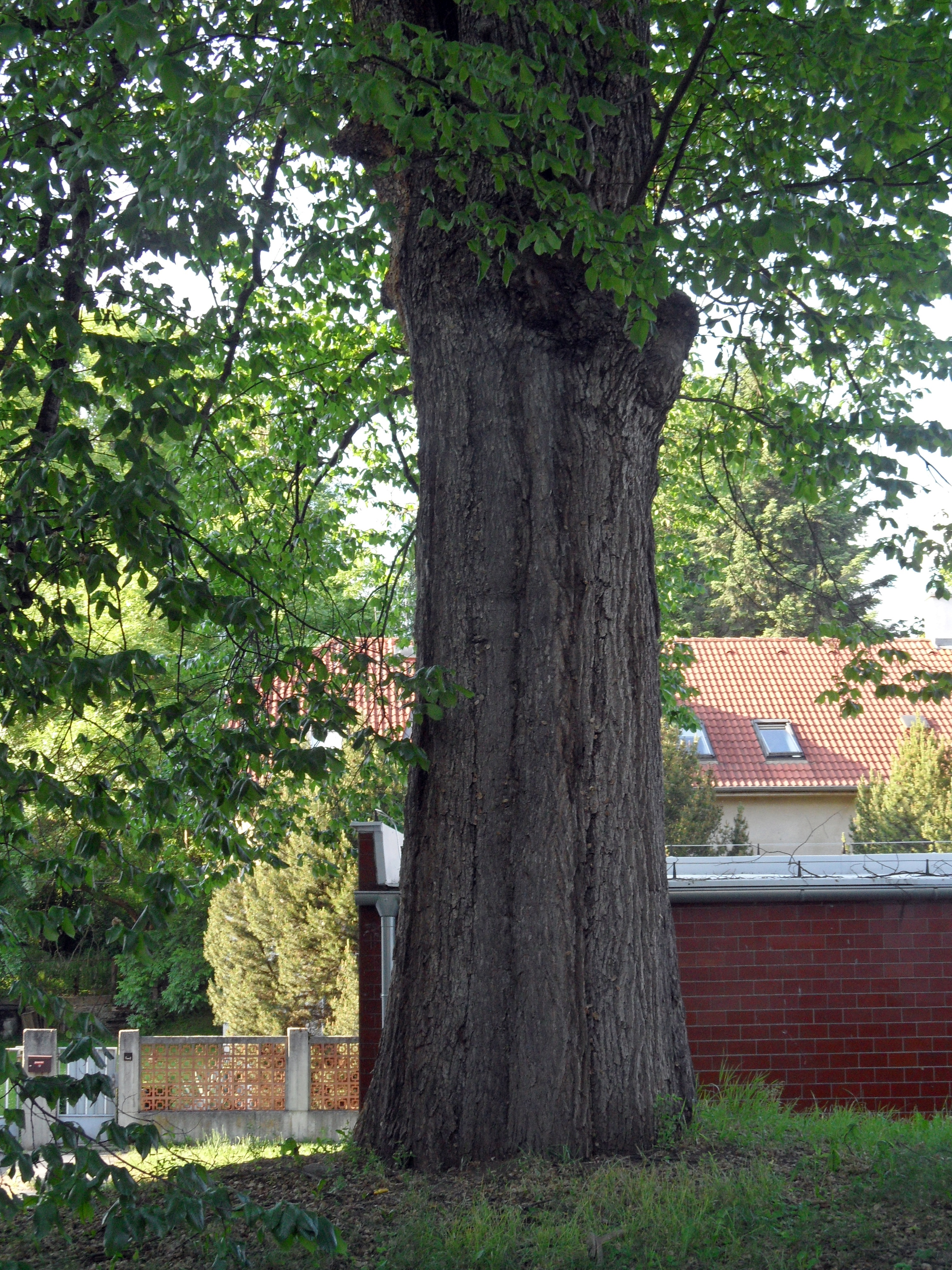
Detail kmene
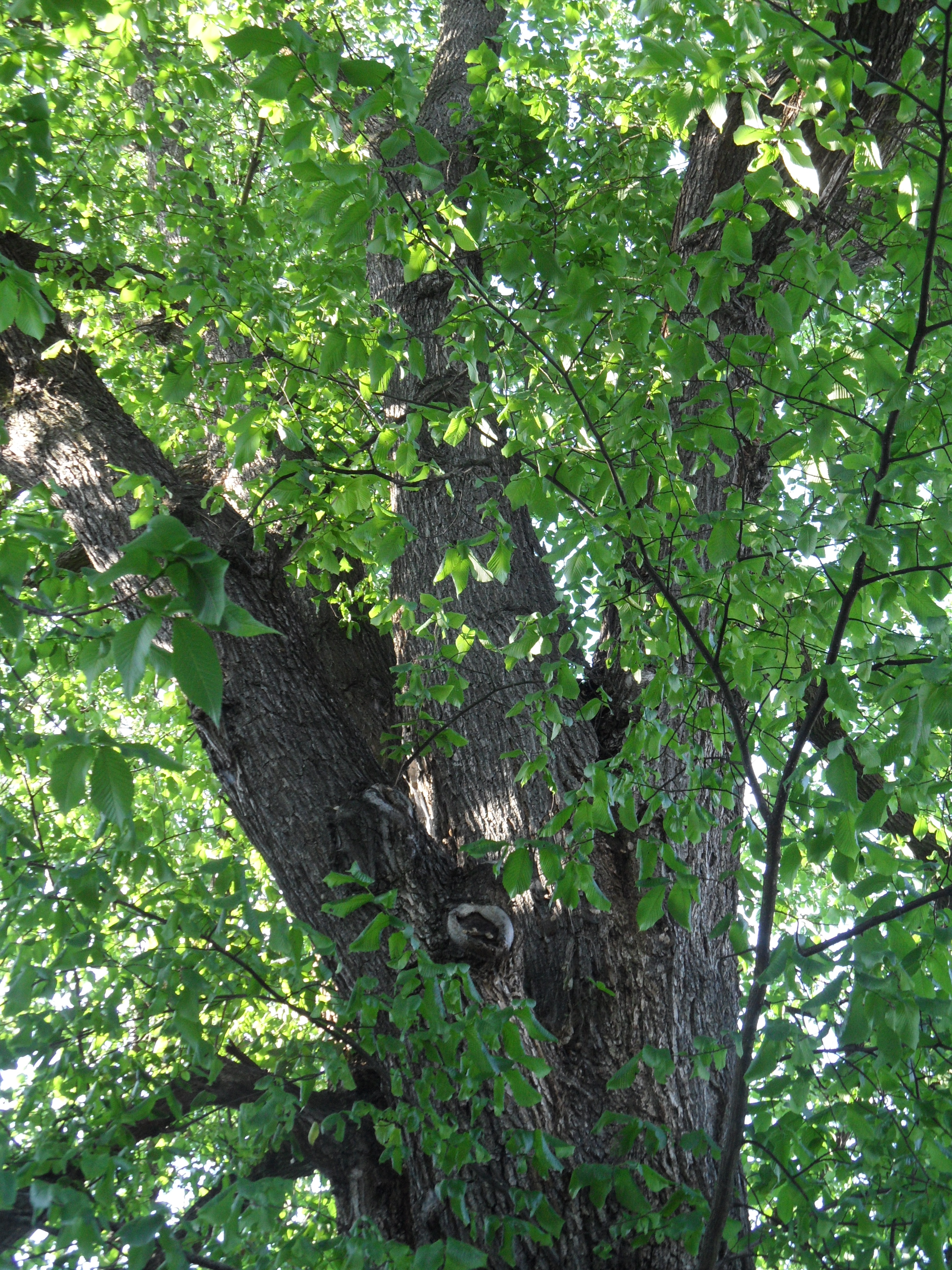
Hlavní větve jilmu